# Cry&Feel it
Cry&Feel it（クライ・アンド・フィール・イット）は、日本の4人組女性コーラスグループ。
全員がリードボーカル。2001年結成。2003年メジャーデビュー。2006年解散。2007年、TAMA・AI・SAN の3人はchagraを結成。SONOは、sonoとして再デビューを果たした。TAMAは、現在「ガウディボーカルスクール」のボイストレーナーCaoruとして活動中。

## メンバー
- TAMA(リーダー)
- AI
- SAN(2001年加入)
- SONO(2002年加入)

## ディスコグラフィー

### シングル
- ゆらり ゆらり（2003年11月19日）
ABC・テレ朝系全国ネット新番組「世界プチくら!」エンディングテーマ
- さくらさらり（2004年2月4日）
「世界ウルルン滞在記」エンディングテーマ
- 君は夏（2004年4月14日）
TBS系TV「COUNT DOWN TV」7月度エンディング・テーマ
- 最後のkiss（2004年10月20日）
- 想い出にできなくて（2005年3月24日）
- Liberty（2005年6月22日）
TBS系TV「みのもんたの朝ズバッ!」7月～9月度エンディング・テーマ
- ただ、ふたり（2005年10月5日）
日本TV系「女優魂」10月度エンディング・テーマ

### アルバム
- Cry & Feel It（2004年4月7日）
- spectrum（2005年11月23日）
- Collection（2006年4月19日）ベストアルバム